# Tina Ruland
Tina Ruland (* 9. října 1966 Kolín nad Rýnem, Západní Německo) je německá herečka. Hrála v mnoha německých filmech a televizních pořadech. Českému divákovi je známa především z pohádek Kouzelný měšec a Pták Ohnivák, popřípadě z německé komedie Kalhoty v pozoru.
Vzdělání získala v obchodu s nemovitostmi. V březnu 1988 se stala Playmate měsíce. Dvakrát se objevila na obálce Playboye. Později se od toho distancovala a zakázala uveřejňování těchto materiálů. Má syna jménem Jahvis.